# Marty Stuart
John Marty Stuart (30 de Setembro de 1958) é um cantor norte-americano de música country, conhecido tanto por seu estilo tradicional quanto sua fusão eclética de rockabilly, honky tonk e a tradicional música country.

## Discografia
- Busy Bee Cafe (1982)
- Marty Stuart (1986)
- Let There Be Country (1988)
- Hillbilly Rock (1989)
- Tempted (1991)
- Once Upon a Time (1992)
- This One's Gonna Hurt You (1992)
- Love and Luck (1994)
- Honky Tonkin's What I Do Best (1996)
- The Pilgrim (1999)
- Country Music (2003)
- Souls' Chapel (2005)
- Badlands: Ballads of the Lakota (2005)